# Lükia művészete

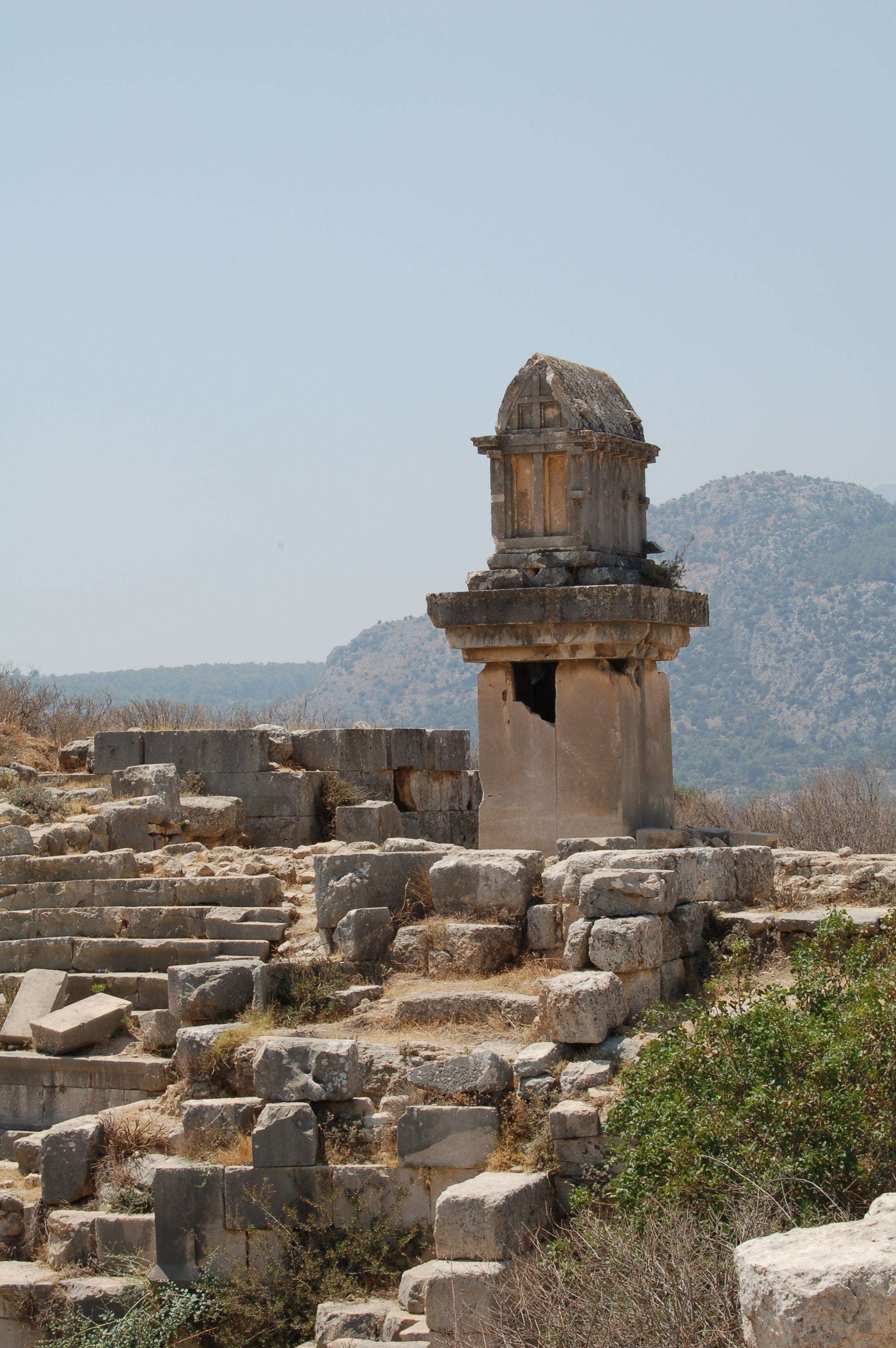
Lükiai síremlék Xanthoszban

Írott források már a Kr. e. 2. évezred közepén megemlékeznek Lükiáról, de művészetüknek a Kr. e. 6. századnál korábbi emlékei nem maradtak fenn. A lükiai művészet fénykorát a perzsa hódítástól Nagy Sándor hódításáig élte, megőrizve viszonylagos önállóságát.
Az építészet csaknem egyedül fennmaradt emlékei a sajátos lükiai típusú sírépítmények. A korai típusú síremlékeket a magas talpon álló házak mintájára vágták ki a sziklákból. 3–6 m magas oszloptalapzaton álltak, ezek lapos tetejűek, a későbbiek szélesebb alapon épültek s alacsonyabbak, tetejük háromszögletű vagy csúcsos. A legszebbek s egyben legépebbek Xanthoszban kerültek elő. A Kr. e. 5. században inkább sziklasírokba temetkeztek, melyeknek bejáratát görög elemeket is felhasználó homlokzattá képezték ki. Ilyen sírok vannak Limüra, Telmesszosz és Müra városaiban.
Szobrászatuk is a temetkezésekkel függ össze. A talapzatos síremlékeken gazdag szobrászati díszítés volt egykor, ezek a halott személyt, előkelők harcait, kocsijátékokat, zenélőket, sírőrző állatokat és szörnyeket ábrázolnak. A Kr. e. 5. századtól kezdve megjelennek a görög mitológiából vett jelenetek is. Ilyenek a Hárpia-emlékmű, a Néreida-emlékmű, és türszai síremlék, melyet a szidóni királyságban találtak. Ez sajátosan csúcsíves, a Kr. e. 4. században készült. A domborműveken lehet legjobban megfigyelni a lükiai művészet provincializálódásának folyamatát. Előbb keleti görög, majd attikai és perzsa motívumokat vettek át. A lükiai művészet utolsó példái a 12 istennek szentelt fogadalmi domborművei.